# كأس الإمبراطور 1993
كأس الإمبراطور 1993 (باليابانية: 第73回天皇杯全日本サッカー選手権大会) هو الموسم 73 من كأس الإمبراطور. أشرف على تنظيمه اتحاد اليابان لكرة القدم، وكان عدد الأندية المشاركة فيه 32، وفاز فيه يوكوهاما فلوغلس.